# Liste des icebergs géants de l'Antarctique
Ceci est une liste des icebergs géants de l'Antarctique suivis par le National Ice Center (NIC). Cet organisme américain ne suit que les icebergs mesurant plus de 10 milles nautiques de long (dans leur plus grand axe). 
En 1956, un iceberg de l'Antarctique aurait eu une longueur estimée à 333 km et une largeur de 100 km. Enregistrées avant l'ère de la photographie par satellite, les dimensions estimées de l'iceberg de 1956 sont moins fiables.
Les mesures du tableau sont celles constatés lors du 1er relevé.
Les icebergs sont nommés en fonction de règles précises édictées par les organismes chargés de leur surveillance.
| Iceberg            | Surface (km²) | Longueur (km) | Largeur (km) | Année de vêlage | Image | Référence |
| ------------------ | ------------- | ------------- | ------------ | --------------- | ----- | --------- |
| B-15               | 11 007        | 295           | 37           | 2000            |       | [ 2 ]     |
| A-38               | 6 900         | 144           | 48           | 1998            |       | [ 3 ]     |
| B-15A              | 6 400         |               |              | 2002            |       |           |
| A-68               | 5 800         | 175           | 50           | 2017            |       | ,         |
| A-74               | 1 270         | 55.6          | 33.3         | 2021            |       | .         |
| A-76               | 4 320         | 170           | 25           | 19/5/2021       |       | [ 7 ]     |
| Iceberg C-19 (en)  | 5 500         | 200           | 32           | 2002            |       | [ 8 ]     |
| B-9                | 5 390         | 154           | 35           | 1987            |       |           |
| D-28               | 1 636         | 62 approx     | 30 approx    | 2019            |       |           |
| Iceberg B-31 (en)  | 660           | 39            | 22           | 2013            |       | [ 9 ]     |
| Iceberg D-16 (en)  | 310           | 28            | 15           | 2006            |       | [ 10 ]    |
| Glacier Petermann  | 260           |               |              | 2010            |       |           |
| B-44               | 256           |               |              | 2017            |       | ,         |
| Iceberg B-17B (en) | 140           |               |              | 1999            |       |           |